# Danny Hodge
Danny Hodge, született Daniel Allen Hodge (Perry, 1932. május 13. – Perry, Oklahoma, 2020. december 25.) olimpiai ezüstérmes amerikai birkózó, pankrátor, ökölvívó.

## Pályafutása
Az 1956-os melbourne-i olimpián szabadfogás középsúlyban a döntőt elvesztette a bolgár Nikola Sztancsevvel szemben és ezüstérmes lett. 1958 és 1961 között ökölvívásban versenyzett. 17 amatőr mérkőzésen szerepelt, majd kilenc profi meccsből hetet megnyert. 1963-tól pankrátor lett.

## Sikerei, díjai
- Olimpiai játékok – szabadfogás, 79 kg
  - ezüstérmes: 1956, Melbourne